# L'ultima orgia del III Reich
L'ultima orgia del III Reich és una pel·lícula de nazisploitation italiana del 1977 dirigida i coescrita per Cesare Canevari i protagonitzada per Daniela Poggi.

## Argument
L'excomandant de les SS Konrad surt de la presó després de complir la seva condemna pels crims que va cometre. Immediatament després de sortir de la presó, Konrad visita la bella Lise Cohen, una antiga jueva deportada de Liebenkamp, el "Camp de l'amor", que només acollia dones joves i atractives i, per tant, regentava com una mena de bordell per als agents. Lise porta en Konrad al Liebenkamp ara abandonat per recordar els malsons que hi va viure.
Al Liebenkamp, la jove jueva recorda com Konrad i la Kapo Alma, torturadors i assassins sense escrúpols, solien divertir-se torturant dones jueves, violant-les i fer que les devoressin gossos Dobermann. Lise havia vingut a Liebenkamp juntament amb moltes altres noies l'any 1943. Konrad i Wagma -entre les quals hi ha una relació sadomasoquista que on dominava Alma- es veuen sorpresos per l'apatia de la Lise, que sembla no conèixer ni el dolor ni la por, tot i haver rebut tortures atroces i ha estat testimoni de nombroses morts. En Konrad fa tot el possible perquè la Lise senti dolor o por, però en va. Finalment s'enamora d'ella, però això no impedeix que contínuament indueixi a la noia a témer per la seva vida.
L'enèsim intent de Konrad en aquesta direcció causa una sorpresa a la Lise, per això la noia és posada a càrrec del tinent mèdic Klein, l'únic nazi de Liebenkamp que sent una certa llàstima pels presoners. La Lise confessa a Klein que anhela la mort, ja que creu que els seus pares i el seu germà han estat exterminats. No obstant això, a través d'algunes investigacions, Klein descobreix que els pares de la Lise estan segurs: només el seu germà havia estat assassinat, a causa de la traïció del rector del barri. Després del diàleg que va mantenir amb Klein, la Lise li fa l'amor, però poc després canvia bruscament d'actitud cap als comandants del camp. Cedint a la pressió de Konrad, es converteix en el seu amant preferit. Fins i tot li dona un fill, que Konrad, però, ha matat immediatament, desesperant la dona.
Després d'evocar aquests records, Lise convida Konrad a una darrera abraçada a les ruïnes del Liebenkamp; Konrad està d'acord, però la noia el mata durant el coït.

## Repartiment
- Marc Loud: comandant onrad von Starker
- Daniela Levy: Lise Cohen
- Maristella Greco: Alma
- Fulvio Ricciardi: capità Koenig
- Antiniska Nemour:
- Caterina Barbero:
- Domenico Seren Gay:
- Vittorio Joderi: tinent Reismann
- Pietro Bosco:
- Pietro Vial:
- Renato Paracchi:
- Maria Grazia Cisera:

## Estil
L'ultima orgia del III Reich formava part d'un subgènere de pel·lícules d'explotació creades a principis dels anys 70 anomenada nazisploitation. Aquestes pel·lícules eren principalment produït a Itàlia i als Estats Units.

## Estrena
L'ultima orgia del III Reich fou aprovada pels censors italians el 28 de gener de 1977. S'ha llançat amb diversos títols en anglès al vídeo casolà, com ara Gestapo's Last Orgy i Caligula Reincarnated as Hitler. El BBFC va rebutjar un certificat de DVD del Regne Unit el gener de 2021.

## Recepció
A partir de crítiques retrospectives, Robert Firsching d'AllMovie va declarar que entre les pel·lícules italianes de terror i sexe de temàtica nazi fetes després de l'estrena de Il portiere di notte, L'ultima orgia del III Reich es trobava "entre els millors fets i absorbents de la seva mena."